# Dendromus lachaisei
Dendromus lachaisei — вид гризунів родини Незомієві (Nesomyidae).

## Поширення
Цей вид є ендеміком, зустрічається лише на схилах гір Німба вздовж кордону між південною частиною Гвінеї, Північної Ліберії і заходу Кот-д'Івуару. Він живе в саванах і вторинних лісах до 1600 м над рівнем моря.

## Опис
Це гризун невеликого розміру, з довжиною голови і тіла від 55 до 78 мм, довжиною хвоста між 79 і 98 мм, довжиною стопи від 15 до 19 мм, довжиною вух між 10 і 13 мм.